# 北本德 (華盛頓州)
北本德（英文：North Bend），是美国华盛顿州金县下属的一座城市。根据 2000年美国人口普查，该市有人口4,746人。根据2010年美国人口普查，该市有人口5,731人。而2011年估计该市有5,947人。